# Orotone
Orotone ou miniature doré é uma impressão fotográfica, geralmente de sais de prata, 
impregnada com pigmentos em tons dourados, em vidro. Geralmente, o verso deste vidro é 
pintado de dourado (ou mesmo recebe aplicação de folha de ouro). O resultado é uma imagem tridimensional, com aparência cintilante.
A técnica era considerada arte contemporânea no início do século XX, associada ao movimento Arts and Crafts. Era usada principalmente para produzir paisagens aquáticas e do pôr do sol, já que reproduziam a cintilância da água e o brilho do céu.
O fotógrafo norte-americano Edward S. Curtis, que produziu inúmeros exemplos da técnica, e mesmo a aperfeiçoou (rebatizando seu método de Curt-Tone), é famoso por suas paisagens e imagens de índios norte-americanos.